# 何良军
何良军（1971年10月—），男，汉族，湖南道县人，中华人民共和国政治人物，中国共产党党员。现任中共湖北省委常委、组织部部长。

## 生平
1994年毕业于北京航空航天大学计算机科学与工程系计算机及应用专业。
2014年5月，任广西机场管理集团有限责任公司党委副书记、副董事长、总经理，广西民航机场管理局副局长。
2016年5月，任中共崇左市委副书记。2018年3月，任崇左市人民政府市长。2018年，被选为广西壮族自治区出席第十三届全国人民代表大会代表。2021年6月，任崇左市委书记。同年12月调任中共百色市委书记。
2022年3月，任中共黑龙江省委常委。同年5月，担任省委宣传部部长。
2025年7月，调任中共湖北省委常委、组织部部长。